# Garage (film 1975)
Garage (Garaget) è un film del 1975, diretto da Vilgot Sjöman. Il film è uscito in Italia nel 1978.

## Trama
Il preside Ulf ha rapporti amorosi con Pia, la moglie di Andreas, un professore della stessa scuola. I vari protagonisti della vicenda – comprese la moglie di Ulf e Sylvia, una ex-allieva - saranno investiti in diversi modi dalla conoscenza dei fatti.
In seguito a svariati avvenimenti Ulf finirà per uccidere Pia, mentre sarà Andreas – per imperscrutabili motivi psicologici – ad accollarsi l'intera responsabilità del delitto.	

## Colonna sonora
Le canzoni Jenny Girl e Visit to Florida sono di Jack Arel e Jean-Claude Petit.

## Riconoscimenti
Il film ha ricevuto il premio come miglior regia nell'edizione del 1975 del Taormina Film Fest; nello stesso anno il premio Chaplin-priset di Stoccolma come migliore attrice è stato assegnato ad Agneta Ekmanner. Nel 1976 il film ha ricevuto lo Svenska Filminstitutets kvalitetsbidrag.